# الهولوكوست في لوكسمبورغ

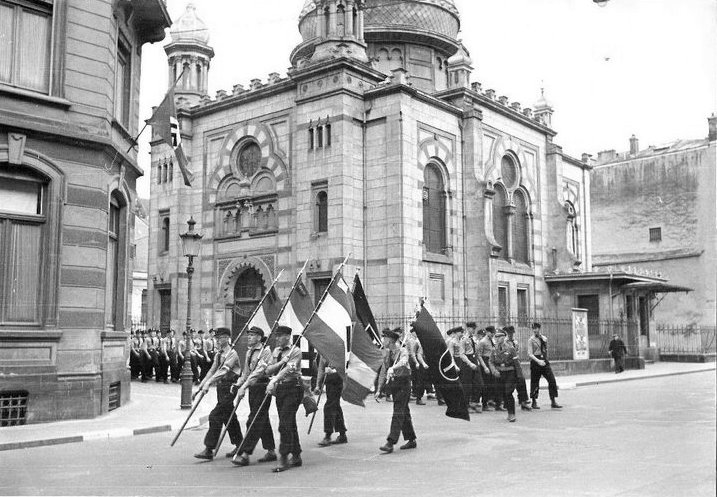
استعراض للنازية مرورا بكنيس في لوكسمبورغ في عام 1941. تم تدميره في عام 1943.

تشير المحرقة في لوكسمبورغ إلى اضطهاد وإبادة ما يقرب من 3500 من السكان اليهود في لوكسمبورغ التي بدأت بعد فترة وجيزة من بدء الاحتلال الألماني خلال الحرب العالمية الثانية، عندما تم دمج البلاد رسميًا في ألمانيا النازية. استمر الاضطهاد حتى أكتوبر 1941، عندما أعلن الألمان أن المنطقة خالية من اليهود الذين تم ترحيلهم إلى معسكرات الإبادة والأحياء اليهودية في أوروبا الشرقية.

## التاريخ
قبل الحرب، كان عدد سكان لوكسمبورغ حوالي 3500 يهودي، وصل الكثير منهم حديثًا إلى البلاد هربًا من الاضطهاد في ألمانيا. تم تطبيق قوانين نورمبرغ، التي كانت سارية في ألمانيا منذ عام 1935، في لوكسمبورغ اعتبارًا من سبتمبر 1940، وتم تشجيع اليهود على مغادرة البلاد إلى فرنسا الفيشية. كانت الهجرة محظورة في أكتوبر 1941، لكن قبلها ما يقرب من 2500. من سبتمبر 1941، اضطر جميع اليهود في لوكسمبورغ إلى ارتداء شارة نجمة داود الصفراء للتعرف عليهم.
من أكتوبر 1941، بدأت السلطات النازية في ترحيل حوالي 800 من اليهود الباقين من لوكسمبورغ إلى لودو غيتو ومعسكرات الاعتقال في تيريزينشتات وأوشفيتز.  تم ترحيل حوالي 700 شخص من معسكر العبور في فوينبرونين في أولفينغن في شمال لوكسمبورغ.
تم إعلان لوكسمبورغ «يودناين» («تطهير اليهود») باستثناء من كانو مختبئين في 19 أكتوبر 1941. من بين السكان اليهود الأصليين في لوكسمبورغ، من المعروف نجاة 36 شخصًا فقط من الحرب. 